# 2025年世界水泳選手権モザンビーク選手団
2025年世界水泳選手権モザンビーク選手団は、2025年7月11日から8月3日までシンガポールで開催された第22回世界水泳選手権のモザンビーク選手団、およびその競技結果。

## 選手団
- 人員: 選手 4人

## 選手名簿・結果
| 選手                 | 種目                      | 予選      | 予選 | 準決勝   | 準決勝   | 決勝     | 決勝     |
| 選手                 | 種目                      | 結果      | 順位 | 結果     | 順位     | 結果     | 順位     |
| -------------------- | ------------------------- | --------- | ---- | -------- | -------- | -------- | -------- |
| マチュー・ローレンス | 男子50m平泳ぎ             | 28秒82    | 58位 | 予選敗退 | 予選敗退 | 予選敗退 | 予選敗退 |
| マチュー・ローレンス | 男子50mバタフライ         | 25秒28    | 60位 | 予選敗退 | 予選敗退 | 予選敗退 | 予選敗退 |
| カイオ・ファフティン | 男子100mバタフライ        | 56秒86    | 61位 | 予選敗退 | 予選敗退 | 予選敗退 | 予選敗退 |
| カイオ・ファフティン | 男子200m個人メドレー      | 2分10秒48 | 42位 | 予選敗退 | 予選敗退 | 予選敗退 | 予選敗退 |
| マルタ・ムプフモ     | 女子50m自由形             | 29秒76    | 83位 | 予選敗退 | 予選敗退 | 予選敗退 | 予選敗退 |
| マルタ・ムプフモ     | 女子50mバタフライ         | 31秒75    | 73位 | 予選敗退 | 予選敗退 | 予選敗退 | 予選敗退 |
| アナ・ドミンゲス     | 女子5kmオープンウォーター | -         | -    | -        | -        | 途中棄権 | 途中棄権 |